# فيليب أونوريه
فيليب أونوريه (بالفرنسية: Philippe Honoré)‏ (مواليد 25 نوفمبر 1941 - الوفاة 07 يناير 2015) الإسم القلمي له أونوريه. هو رسام كاريكاتير فرنسي. كان يعمل في مجلة شارلي إبدو الساخرة من 2007. قُتل في الهجوم على صحيفة شارلي إبدو في 7 يناير 2015.

## وصلات خارجية
- Photo portrait of Honoré.
- Obituary of Honoré, لوموند.